# ذنباب (خفاش)
الذُّنْبَاب جنس من الخفافيش في فصيلة الخفافيش ورقية الأنف. يتميز بزوائده المنخرية الورقية التركيب، النضوية الشكل المفصصة المتدلية. جسمه صغير القد طوله نحو ٧ سم، بسطته ٢٦ سم. جلده رمادي اللون شعره أشقر. موطنه بلاد فارس والهندا وجاوة. يألف الكهوف والمغاور. يعيش جماعات قليلة العدد. مسرحه من الغسق إلى فحمة الليل. قوته الحشرات والدويبات والهوام. يحتوي على الأنواع التالية:
- ذنباب شرق آسية
- ذنباب ملاوي